# Thomas Niézette
Thomas Henri Joseph Niézette (Hendrik-Kapelle, 29 november 1857 - Limburg, 2 februari 1933) was een Belgisch volksvertegenwoordiger.

## Levensloop
Niézette was de zoon van een wever en landbouwarbeider. Het grootste deel van zijn opleiding kreeg hij op de boerderij waar zijn vader werkte, waarna hij landbouwer werd op een kleine boerderij in Hèvremont en een café ging uitbaten. Hij was een van de weinige socialistische militanten in de streek van Limburg en was betrokken bij de werking van de socialistische coöperatieve van Goé-Limbourg. 
In 1894 werd hij door de socialistische federatie van het arrondissement Verviers aangezocht als kandidaat voor de wetgevende verkiezingen om de landelijke gebieden in het arrondissement te vertegenwoordigen. Samen met Jean Malempré, Jean Dauvister en Adolphe Gierkens werd  Niézette in oktober 1894 verkozen in de Kamer, waar hij bleef zetelen tot in 1898. Van januari 1913 tot mei 1914 zetelde hij nogmaals in de Kamer als opvolger van de ontslagnemende Henri Pirard en van december 1921 tot mei 1929 was hij een derde maal volksvertegenwoordiger na het ontslag van Alexandre Duchesne. Niézette hield zich in het parlement vooral bezig met het landbouwbeleid en zetelde in de Kamercommissie Landbouw.
Op lokaal vlak werd hij in 1900 verkozen tot gemeenteraadslid van Limburg en was er schepen van Burgerlijke Stand van 1901 tot 1921 en van 1922 tot 1926.